# Mitchell River Nemzeti Park
A Mitchell River Nemzeti Park Nyugat-Ausztráliában található, a Kimberley régióban, Perthtől 2140 kilométernyire északkeletre. 2000-ben vált nemzeti parkká. A park területe 115,325 négyzetkilométer. A nemzeti park északi tőszomszédságában található a Prince Regent Nature Reserve természetvédelmi terület. A parkhoz legközelebbi városok közül Derby 350 kilométernyire található innen délnyugati irányban, míg a délkeleti irányban található Wyndham 270 kilométernyire fekszik. A parkot kizárólag összkerék meghajtású terepjárókkal ajánlott felkeresni. A park a Kalumburu Road felől, a Mitchell Plateau Trackon keresztül közelíthető meg. A nemzeti park két fő látványossága a Mitchell-vízesés és a Surveyors Pool.

## Élővilága
A park területén több, mint 50 emlősfaj, 220 madárfaj, 80 féle kétéltű és hüllő él, többek közt az bordás krokodil (Crocodylus porosus), a barna királykígyó és a tajpán. A park a Prince Regent and Mitchell River Important Bird Area madárvédelmi körzet részét képezi, melyet a BirdLife International jelölt ki, mivel az itt élő számos madárfaj számára ez a terület nyújt trópusi szavanna élőhelyet.

## Története és igazgatása
A park a Ngauwudu Management Area területén fekszik. A területet 2000-ben nyilvánították nemzeti parkká, anélkül, hogy megegyeztek volna a vidék őslakosaival. A Department of Environment and Conversation együttműködik a Kandijwal Community-val a terület irányításában. Három őslakos csoportnak, a worrorának, a wunambal-gaamberának és a ngarinyinnek a park területén belül van ősi birtoka.

## Fordítás
Ez a szócikk részben vagy egészben  a   Mitchell River National Park (Western Australia) című angol Wikipédia-szócikk ezen változatának fordításán alapul.  Az eredeti cikk szerkesztőit annak laptörténete sorolja fel. Ez a jelzés csupán a megfogalmazás eredetét és a szerzői jogokat jelzi, nem szolgál a cikkben szereplő információk forrásmegjelöléseként.